# Supinfo
La Escuela Superior de Informática (ESI), llamada también desde 2001, SUPINFO, es una institución de enseñanza superior francesa privada de informática generalista creada en 1965 y reconocida por el Estado francés por decreto el 10 de enero de 1972.
SUPINFO tiene por vocación formar en cinco años a especialistas en Tecnologías de la información y la comunicación (TIC) operacionales en las empresas a su salida de la escuela. Se les otorga entonces un título de Experto en informática y sistemas de información registrado por el Estado francés en el directorio nacional de las certificaciones profesionales.

## Reseña histórica
La ESI fue creada en 1965 por Léo Rozentalis, un ingeniero Supélec que pensaba que la informática era un dominio de estudio completo. De un punto de vista jurídico, la escuela es una « Asociación ley de 1901 ». Lo que hace de ella, según la ley francesa, una organización no lucrativa.
La escuela en una situación difícil fue retomada por un antiguo alumno, Alick Mouriesse, en 1999. Este último compró la marca SUPINFO, que la ESI utiliza desde el 2001.
SUPINFO ha trabajado desde el 2001 con la Cámara de Comercio y de la Industria de Martinica (CCIM) con la finalidad de crear la primera escuela de ingeniería de las Antillas francesas proponiendo una formación idéntica a la de París. El proyecto « SUPINFO Caribe» ha también sensibilizado desde el 2002 la Cámara de Comercio y de la Industria de la Reunión (CCIR); SUPINFO océano Índigo ha recibido a partir del inicio de clases 2004-2005 sus primeros alumnos.
Paralelamente, SUPINFO firmó en París desde el 2002 acuerdos con tres universidades del Estado chino, para crear sobre el mismo modelo, tres escuelas SUPINFO en China en el seno de las facultades de Informática de las universidades de varias provincias en colaboración con la Cámara de Comercio y de la Industria Francesa en China. Los estudiantes chinos siguen entonces una enseñanza mayoritariamente dispensada en inglés, eso aprendiendo el francés al mismo tiempo (8 horas semanales) y tendrán al final de su carrera el mismo diploma que los estudiantes parisinos después
En el 2004, una implantación en Alsacia, en colaboración con el Consejo Regional de Alsace. SUPINFO Alsace (en Estrasburgo) fue la séptima escuela que nació.
Durante el inicio de las clases, siete nuevos centros fueron abiertos en el Hexágono (Burdeos, Mâcon, Niza, Nîmes, Saint-Malo, Troyes y Valenciennes) totalizando una red de 14 escuelas SUPINFO.
2006-2007 ha visto la creación de cinco nuevos centros regionales en Francia (Caen, Grenoble, Nantes, Toulouse y Tours) así como la apertura de SUPINFO UK en Londres y de SUPINFO Canadá en Montreal.
En el 2007-2008 se crearon seis nuevos centros (Clermont-Ferrand, Lille, Limoges, Lyon, Marsella, Orlaans) en Francia y una cuarta escuela en China (en Pekín). Además, el centro de SUPINFO Languedoc-Roussillon, se mudó de Nîmes para instalarse en Montpellier.
El número total de centros SUPINFO es de 28.
En 2007, SUPINFO cuenta con 4700 antiguos alumnos y más de 4500 estudiantes matriculados este mismo año.
El desarrollo internacional de SUPINFO seguirá en el resto del mundo con la próxima apertura de centros en España, Italia, Portugal, Dubái, Brasil, Costa Rica o también Rusia.
El 2020, l’escola la compra IONIS Education Group.

## Los estudios
La carrera está basada en el modelo de las escuelas de ingenieros francesas con una clase preparatoria integrada: dos años de clase preparatoria integrada (Prépa1 y Prépa2), y tres años de ciclo en ingeniería (Ingé1, Ingé2 et Ingé3), todas seguidas de unas prácticas en empresas. Cada año del ciclo preparatorio y el ciclo en ingeniería se termina con una práctica obligatoria de tres meses (seis meses el último año).
Todas las 5 escuelas otorgan el mismo diploma (el de París) lo cual permite a los estudiantes cambiar de destino geográfico cada año si lo desean. Pueden también asistir a las clases de otro centro del grupo en el curso del año escolar.
La formación es generalista tocando todos lo dominios de la Informática.
La admisión se hace a partir del Bachillerato Científico (S, STI, STL en Francia), y después del estudio de su dossier.
La admisión es posible también en curso de carrera (Bac+1, Bac+2 et Bac+3 en Francia) después de estudios en Informática.
Los estudiantes miembros de los laboratorios pedagógicos de SUPINFO publican regularmente artículos y trabajos de investigación en el sitio web de los laboratorios disponibles no solo para la comunidad de los estudiantes de otros establecimientos sino también para las empresas.

## Diplomas
SUPINFO no es una escuela de ingenieros como lo entiende la CTI. Esta Otorga un diploma que se obtiene en cinco años sin enlace con el de ingeniero que está protegido.
La formación es avalada por el título de experto en informática y sistemas de información, registrado por una orden ministerial del 16 de febrero de 2006 en el seno del Registro Nacional de las certificaciones profesionales (RNCP), después de la deliberación de la Comisión Nacional de la Certificación Profesional (CNCP), al nivel I sobre la escala establecida en 1969 en función del nivel de responsabilidad en la empresa.
La carrera SUPINFO permite obtener un European Master of Science Degree otorgado por la EABHES (European Accreditation Board for Higher Education Schools – Colegio Europeo de acreditación de las Universidades y Grandes Escuelas), una institución privada asociativa con una vocación europea que agrupa escuelas privadas y públicas en toda Europa y tiene como meta facilitar los intercambios entre ellas.
En 2007 la escuela abre dos International Masters of Science en 3.er ciclo en colaboración con SUPINFO UK en Londres Y SUPINFO Canadá en Montreal, el uno en sistemas y redes y el otro en Business Intelligence.
Además del título otorgado por la escuela, todos los estudiantes de SUPINFO obtienen varias certificaciones profesionales oficiales de Microsoft, Oracle, Cisco, IBM, Sun Microsystems, Mandriva o también de Apple. SUPINFO propone también un centro de formación profesional continua y de preparación a las certificaciones informáticas: el SUPINFO Training Center.

## Costes de la formación
Los costes de la formación son idénticos cualquiera que sea el centro escogido y aumentan a 4990€ anuales.
Reconocida por el Estado francés, SUPINFO acepta directamente y oficialmente a los estudiantes becados del CROUS. Estos representan más del 32% de los estudiantes matriculados. Además la escuela ofrece cada año más de 100 becas internas sobre el impuesto de aprendizaje.

## Antiguos alumnos
SUPINFO cuenta hoy con más de 6500 alumnos.
Entre los diplomados de la escuela encontramos a:
- Marc Simoncini (1984), fundador de iFrance y de Meetic.
- Christophe Job (1988), vice-présidente de las aplicaciones y del desarrollo en Oracle.
- Richard Ramos (1988), director educación & investigación en Apple Computer Francia.
- Tristan Nitot (1989), fundador de Mozilla Europa.
- Eryk Markiewicz (1989), director marketing EMEA en Business Objects.
- Frédéric Simottel (1992), redactor en jefe de 01 Informatique.
- Erik Dasque (1996), jefe de producto en Novell para el proyecto Mono.